# Paradesmodora sinuosa
Paradesmodora sinuosa är en rundmaskart som beskrevs av Ott 1972. Paradesmodora sinuosa ingår i släktet Paradesmodora och familjen Desmodoridae. Inga underarter finns listade i Catalogue of Life.